# واکنش زینک–سول
واکنش زینک-سول (به انگلیسی: Zincke–Suhl reaction) یک مورد خاص ازواکنش آلکیل دار کردن فریدل-کرافتس است که برای نخستین بار توسط تئودور زینک و سول توضیح داده شده‌است.
تبدیل پارا-کرزول به سیکلوهزگرادی انون (با کمک آلومینیوم کلراید به عنوان کاتالیزور و تتراکلرومتان به عنوان حلال) یک مثال کلاسیک از این واکنش محسوب می‌گردد. در دههٔ ۵۰ میلادی، ملوین نیومن دانشمند ایالات متحده به‌طور گسترده این واکنش را مورد مطالعه قرار داده‌است و چندین روش کار بهبود یافته و همچنین گزارشهای مربوط به مکانیزم واکنش را ارائه کرده‌است.